# 社会工学
社会工学（しゃかいこうがく、英: social engineering）は、プライベートな集団や政府といった大規模な集団における、大衆の姿勢や社会的なふるまいの影響への働きかけを研究する学問である。社会産業、経営、都市、地域、国際関係などの社会問題について、理工学的（分析的、数理的、計量的）なアプローチによって解明し、政策的な意味を追究することを目的としている。
ユーザーはますます複雑化する社会経済的および環境的状況に生きている。一方、社会の現在の問題に対する社会的対応には、問題に対するこれまで以上の理解が必要であり（対象は読者、政治、環境、経済、予算、法律、ネットワークとパートナーシップ、評価、一貫性...）また、社会において前向きな変化を可能にするためにソーシャルの複雑さを理解したいと考えている。

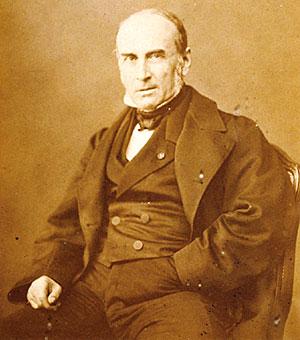
フレデリック・ル＝プレー

この用語は、20世紀の終わり頃にフレデリック・ル＝プレーによって初めて使用された。ルプレイは、パリ国立高等鉱業学校の労働条件と工学的手法のプリズムによる分析を研究しているが社会科学とエンジニアの技術的スキルの交差点で、初めて社会工学の概念を使用する。ミシェル・ボネとジャン・フレッセとともに、彼らは1889年に社会工学に関する本を執筆、その複雑さを理解することで社会開発を管理する方法を開発したのである。

## コンセプト
社会工学の概念と社会工学者という用語は、時には論争を引き起こす 。エンジニアという用語は『グラン・ラルース百科事典』によって、フレームワークとしての構想から完成までの科学技術プロジェクトを設計する能力を持つ人として定義されており一方、ソーシャルワークは科学的または技術的なものとして定義されたくはなく、エンジニアという用語も、エンジニアリングスクールで使用されていたためである。他方ソーシャルワークに関しては、エンジニアの手法に触発された科学的および技術的手法が、市場以外の状況に適用されてきていった。
社会では少々の手段で、多くを行うことが定期的に行われままた望んでいるかどうか、またはそれが身体の生存のために必要であるかどうか、効率と収益性の検証も存在する。その結果、社会は、非市場部門の修士号、開発マネージャー、コーディネーター、プロジェクトマネージャーなどソーシャルワーク方法の専門化を以下に提案する 。
- 社会問題を分析する
- 知識を生み出す
- 社会的診断を実施する
- 問題管理のさまざまな段階を設計、革新、および管理し、分析された問題を抱えているユーザーの意見を中心に置き、問題に関連するさまざまなポリシーおよび社会的アクターを一致させる
- コミュニケーションの側面と人的資源管理
- 評価を実施

この大学での社会工学の修士号は2003年以来6つのフランスの大学で提案され、ベルギーでは2008年以来、5つの高校がコンピテンシーフレームワークとしてワロン・ブリュッセル連盟 にリストされている。
この用語はその後、カール・ポパーによって再導入された。著書 開かれた社会とその敵 （1945）の第一巻では 、異なる意味を示す：実装工学と科学の社会問題の解決に重要かつ合理的なメソッドとしてである。ポッパーは、提案の「合理的な」実装と「ユートピア」の違いを導入。 合理的実装—段階的および漸進的—は民主主義に典型的であり、ユートピア—絶対的かつ即時的な方法で問題を解決しようとする— 全体主義システムに典型的であるとした。
この案は、次の基本的な側面に要約することができる：達成される目標は、特定の問題-最終的な解決策や全体的な解決策とは対照的な制度または特定の状況-定義済み-暗黙的- 合意的な方法でなければならないとし、たとえば、産業工学と同様に、目的は生産または生産性を向上させることであり、完全な機械または工場を達成するために無期限に計画することではない（「 分析麻痺 」につながる）、社会的目的は貧困を減らすことですすべての社会的病気の解決策を計画する以上のものであり、結果または目標は、合理的かつ漸進的に近似する必要がある：エンジニアリングの前に、方法や技術が以前の工場や工場でどのように実装されているかを研究し、評価するのと同じ方法で、構築する前にそれらの技術や機械を適用、改良、改善します新しい、より効率的な社会工学は、どの他の解決策がどのように実装されたかを研究するだけでなく、具体的で測定可能かつ達成可能な目標を現実的な用語で確立する必要があるとした。最終的な目標は「貧困の解消」特定のプログラムの実際の目的は、特定の基準に従って影響を受ける人々の数を減らすことで、たとえば、貧困測定を参照。方法は、産業機械またはプロセスが、結果が提供されない場合に使用および変更または交換される特定の状況でその特定の結果に関連して評価されるのと同じ方法で、イデオロギー的コミットメントなしで、結果に関連して評価されなければならないとした。期待される特定の提案を暫定的に実施する必要があり、すべてのリソースを投入する前に産業工学パイロットプラントで実施するのと同じ方法で、社会工学パイロットプロジェクトで社会全体に一般化する前に実施する必要があるとした。